# Tramvajová trať Na Knížecí – Radlická
Tramvajová trať Na Knížecí – Radlická vede v celé délce po Radlické ulici na Smíchově a v Radlicích. Odbočuje z trati na Plzeňské ulici nedaleko křižovatky Anděl. První část trati na Koulku s odbočkou na Santošku byla zprovozněna roku 1913, odbočka na Santošku byla zrušena roku 1938. V letech 1927–1983 vedla trať až do Radlic, poté končila na provizorním vratném trojúhelníku Laurová. Po zamítnutí úvah o zrušení celé trati je od roku 2008 opět prodloužena do Radlic, tentokrát až ke stanici metra Radlická.

## Historie trati

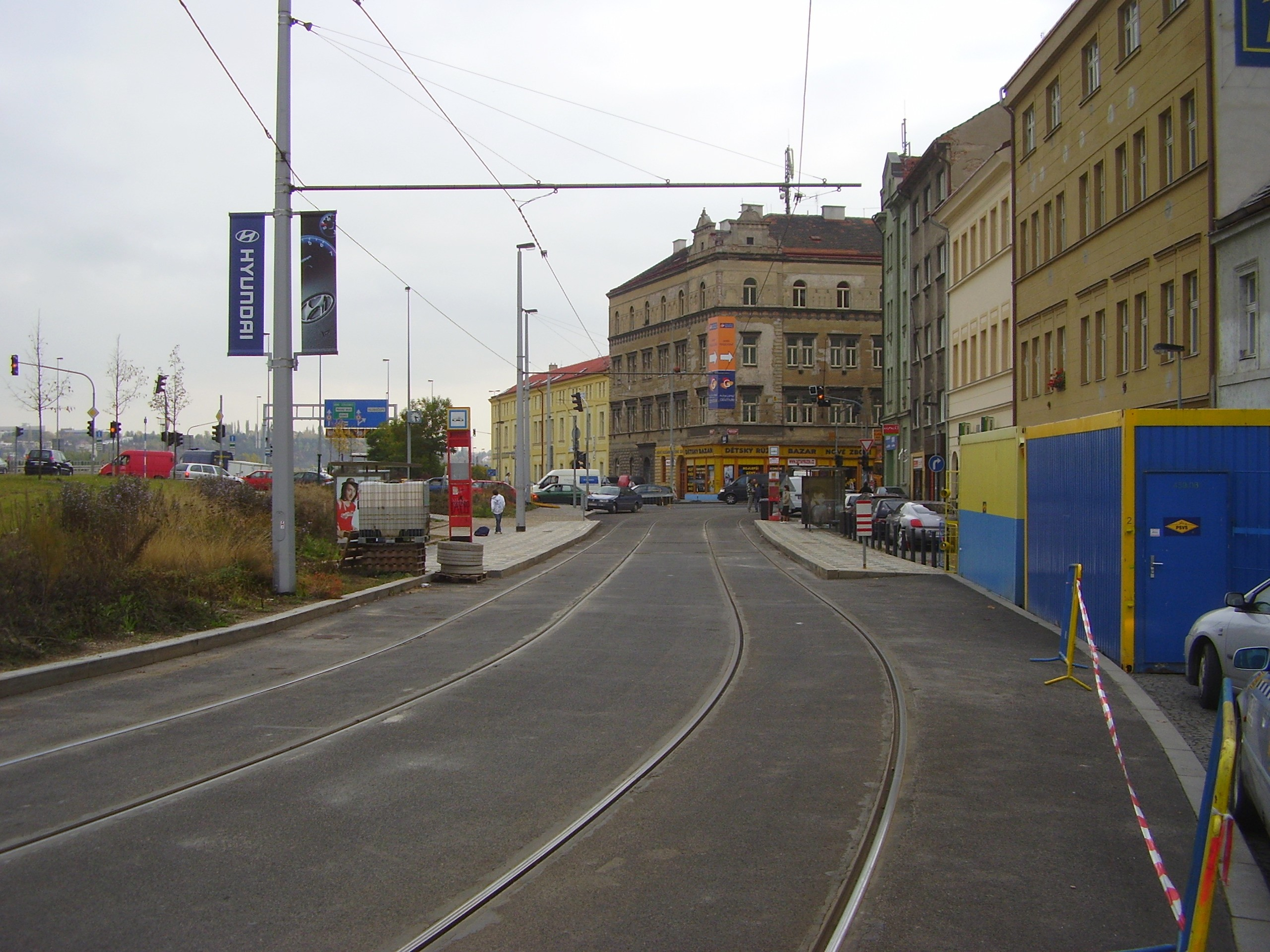
Zrekonstruovaná zastávka Křížová směrem k Radlické. Trať po zastávce ihned odbočuje vpravo do Radlické ulice. Tato odbočka 16. června 1927 nahradila původní pokračování přímým směrem Křížovou ulicí do konečné zastávky Koulka.

Úsek Plzeňská - Koulka byl poprvé zprovozněn 23. března 1913. 16. června 1927 byla větev v Radlické ulici prodloužena až do Radlic ke škole. Závěrečný 155 metrů dlouhý úsek v Radlicích byl jednokolejný, provoz byl řízen světelnou signalizací. Z odbočky na Koulku se stala manipulační trať. Sled zastávek na hlavní trati tedy od roku 1927 byl: Anděl (na Plzeňské ulici) – Ženské domovy – Křížová – Laurová – Radlice.
Po pěti letech, 31. prosince 1932, byl zrušen původní úsek Křížovou ulicí k usedlosti Koulka. Oblouky z Radlické ulice do Plzeňské ve směru do Košíř byly zřízeny roku 1931. 1. listopadu 1983 byl zrušen koncový úsek Laurová – Radlice. Od té doby tedy platil zkrácený sled zastávek: Anděl (na Plzeňské ulici) – Ženské domovy – Křížová – Laurová.
Od 29. listopadu 1997, v rámci změn organizace dopravy souvisejících s výstavbou a zprovozněním Strahovského tunelu, tramvaje ve směru z centra projížděly zastávkami Anděl (v Nádražní ulici) a Na Knížecí (v ulici Za Ženskými domovy) zatímco ve směru do centra jezdily ještě po původní trase přes zastávky Ženské domovy (v Radlické ulici) a Anděl (v Plzeňské ulici).
Od 2. října 2001 do září 2005 byl provoz na trati dlouhodobě přerušen kvůli výstavbě tunelu Mrázovka, část trati byla při této příležitosti zrekonstruována. Během této výluky ale také byla zrušena zastávka Ženské domovy a celá původní větev trati Plzeňská – Ženské domovy byla prohlášena za manipulační. V té době tedy byl sled zastávek Anděl (v Nádražní ulici) – Na Knížecí – Křížová – Laurová. Kolem roku 2006 byla navíc výstavbou budovy zkrácena manipulační kolej v obratišti Laurová, takže již neumožňovala obracení souprav, ale jen jednotlivých vozů.
V letech 2007–2008 bylo zbudováno prodloužení trati ke stanici metra Radlická a byly zrekonstruovány i zbývající části původní trati. Tramvajová linka poté jezdila v tomto sledu zastávek: Anděl (v Nádražní ulici) – Na Knížecí (u autobusového nádraží) – Křížová (na nově vybudované přeložce trati) – Braunova – Laurová (v nové poloze) – Škola Radlice – Radlická (u stanice metra).
Dlouhodobá výluka v ulici Za Ženskými domovy zapříčinila, že se od 13. 2. 2023 v úvodním úseku hlavní větví opět stala trať v Radlické ulici. Sled zastávek je tedy následující: Anděl (v Plzeňské ulici) – Křížová – Braunova – Laurová – Škola Radlice – Radlická.
Po mnoho let, až do roku 2001, po této trati jezdila linka 14. Ta byla v letech 2005–2008 nahrazena linkou 6, po prodloužení do Radlic pak linkou 7. Noční linky na tuto trať nikdy nezajížděly. Pouze v době experimentu s provozem nočních linek již od 22 hodin zde končila polonoční linka č. 59, jejíž provoz končil kolem 1 hodiny ranní. Přibližně od roku 2004 zajišťuje noční dopravu v této oblasti autobusová linka 904, jejíž trasa vede souběžně s tramvajovou tratí.

## Trať na Santošku
Původně z trati ke Koulce odbočovala na křižovatce s dnešní Ostrovského ulicí též tramvajová trať na Santošku, zprovozněná v roce 1913 současně s ní. Trať na Santošku byla 1. prosince 1938 zrušena a nahrazena trolejbusovou tratí. Začátkem 70. let zanikla i trať trolejbusová a byla nahrazena autobusovou linkou.

## Trať v ulici Za Ženskými domovy
U Ženských domovů je k radlické trati od 1. prosince 1938 připojeno traťové propojení z Nádražní ulice ulicí Za Ženskými domovy v těsné blízkosti autobusového nádraží Na Knížecí. Oblouky pro jízdu z ulice Za Ženskými domovy směrem do Radlic byly dobudovány v roce 1973.
V ulici Za Ženskými domovy byla od 7. dubna 1948 až asi do roku 2003 tramvajová síť propojena se železniční sítí, tedy s vlečkou tehdejšího výrobce tramvají ČKD Tatra Smíchov. Ke dni 15. května 1980 byla trať v ulici Za Ženskými domovy zdvojkolejněna, současně byla železniční vlečka ČKD včetně napojení na tramvajovou trať přemístěna a pivovarská vlečka zcela zrušena.
Úseky tratí kolem Ženských domovů sloužily hlavně jako bloková smyčka, při některých výlukách dokonce byly využívány k průjezdu vlaků mezi Palackého náměstím a Malou Stranou, čímž nahrazovaly chybějící (severovýchodní) kolejové oblouky na křižovatce Anděl. Po vybudování Strahovského tunelu a zejména tunelu Mrázovka však tato spojovací trať nabyla na významu – úvodní úsek trati v Radlické ulici byl prohlášen za manipulační, a provoz pravidelných linek do Radlic byl namísto toho převeden na tuto větev v ulici Za Ženskými domovy.
Havarijní stav oblouků mezi ulicemi Za Ženskými domovy a Radlická (směr Radlice) si od 26. února 2021 vynutil převedení provozu tramvají do přímé větve po Radlické ulici a 3. března i vyjmutí obou výhybek v tomto vrcholu křižovatky. Trať v ulici Za Ženskými domovy je od té doby přístupná pouze po obloucích směr Anděl.

## Úvahy o zrušení, rekonstrukce
V souvislosti s výstavbou linky B metra i významných silničních komunikací se opakovaně vážně uvažovalo o zrušení celé této tratě.
Od 1. listopadu 1983 byl zrušen koncový jednokolejný úsek Laurová – Radlice a u zastávky Laurová tak vzniklo, jako provizorní, ve své době jediné tramvajové obratiště, v němž se v pravidelném provozu tramvaje obracely couváním, nikoliv ve smyčce – současně byla zbourána významná část původní domovní zástavby Radlic. Podle původních plánů mělo dojít k dalším rozsáhlým demolicím a ulice měla být nahrazena kapacitní mnohaproudou komunikací směrem k Jihozápadnímu Městu. Z tohoto plánu brzy sešlo.
V letech 2000–2001 byla zrekonstruována křižovatka Radlická – Plzeňská. Od 2. října 2001 do září 2005 byl dlouhodobě přerušen provoz na celé trati kůli výstavbě tunelu Mrázovka. Po tuto dobu jezdila v úseku Anděl – Radlická náhradní autobusová linka X-14. Během výluky došlo k přeložení a rekonstrukci přilehlé části tramvajové trati (až po křižovatku Radlická – Křížová). Zaroveň ale byly trvale zrušeny zastávky Ženské domovy v Radlické ulici a odstraněny jejich nástupní ostrůvky. Na tramvajových kolejích jsou od té doby vyznačeny odbočovací pruhy pro silniční vozidla.
Úsek trati mezi Plzeňskou ulicí a ulicí Za Ženskými domovy byl se skončením této rekonstrukce prohlášen za manipulační a v běžném provozu jím od té doby vlaky nesměly bez zvláštních opatření projíždět, a to ani v rámci zatahování spojů nebo operativních odklonů – výhybky byly trvale zaklínovány. Pravidelná tramvajová linka do Radlic tedy v obou směrech trvale projížděla ulicemi Nádražní a Za ženskými domovy, a jako náhrada pro operativní odklony nebo obracení vlaků byla vybudována (obnovena) smyčka u smíchovského nádraží.
V září a říjnu 2008 byl zrekonstruován zbylý úsek trati od Křížové k Laurové. Zprovozněn byl 4. října 2008 současně s prodloužením trati do smyčky Radlická.

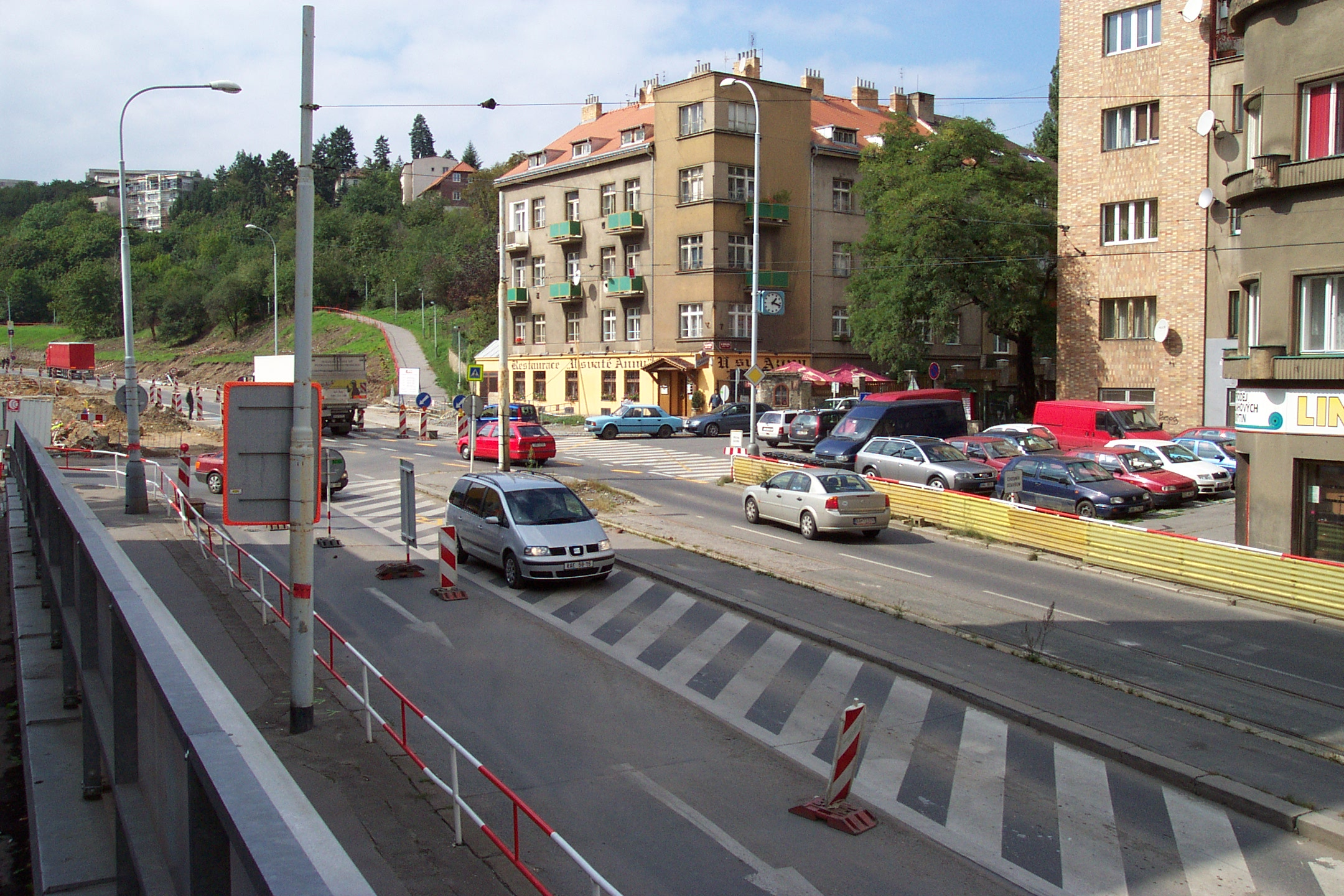
Vratný trojúhelník Laurová a za ním navazující rozestavěná trať.
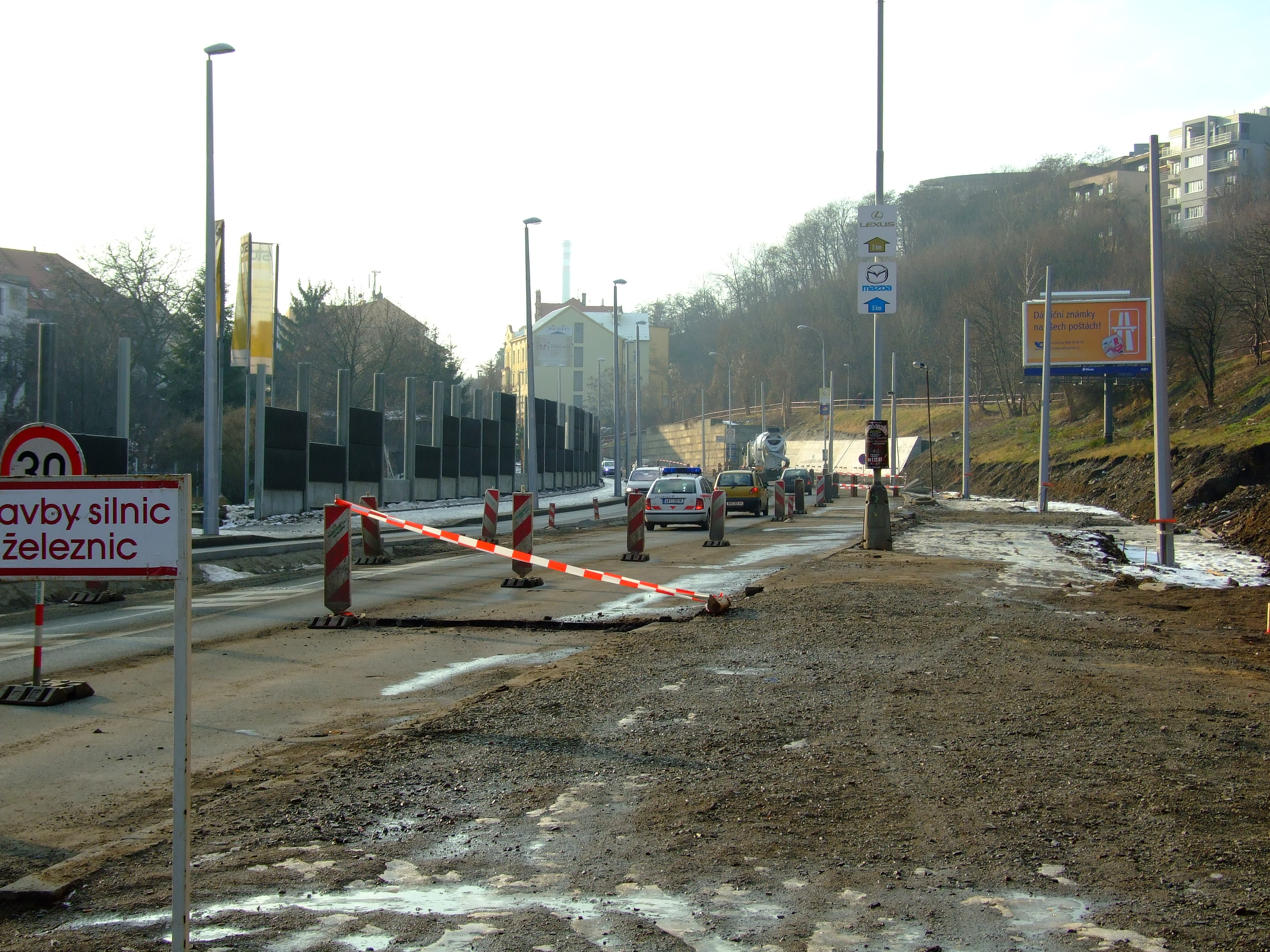
Práce na trati v lednu 2008. Pohled od budoucí zastávky Laurová k Radlické.
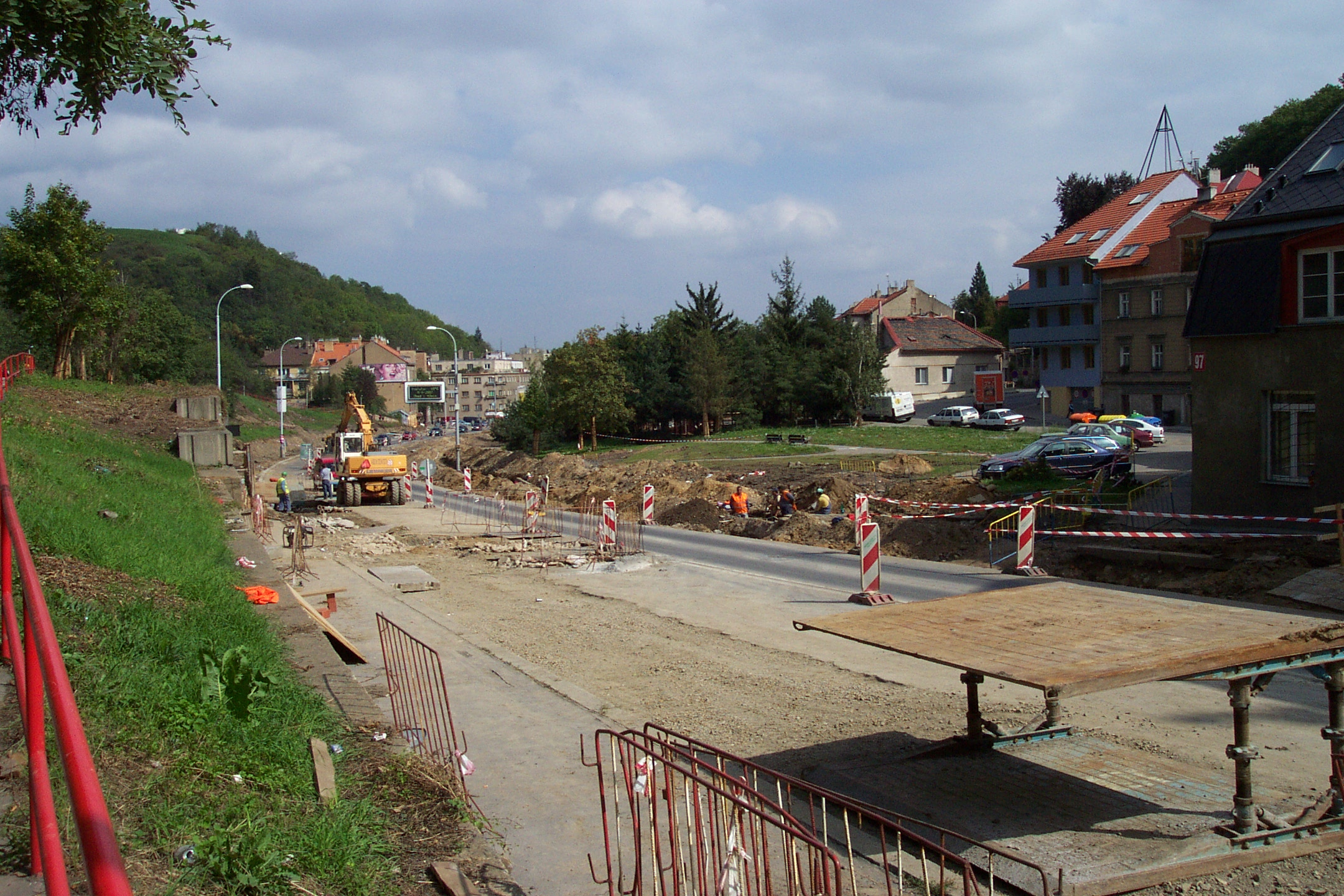
Začátek výstavby tramvajové trati v srpnu/září 2007. V úseku mezi budoucími zastávkami Laurová a Škola Radlice musela být Radlická ulice zúžena; připravuje se budování vlastního tramvajového tělesa. Pohled k centru.
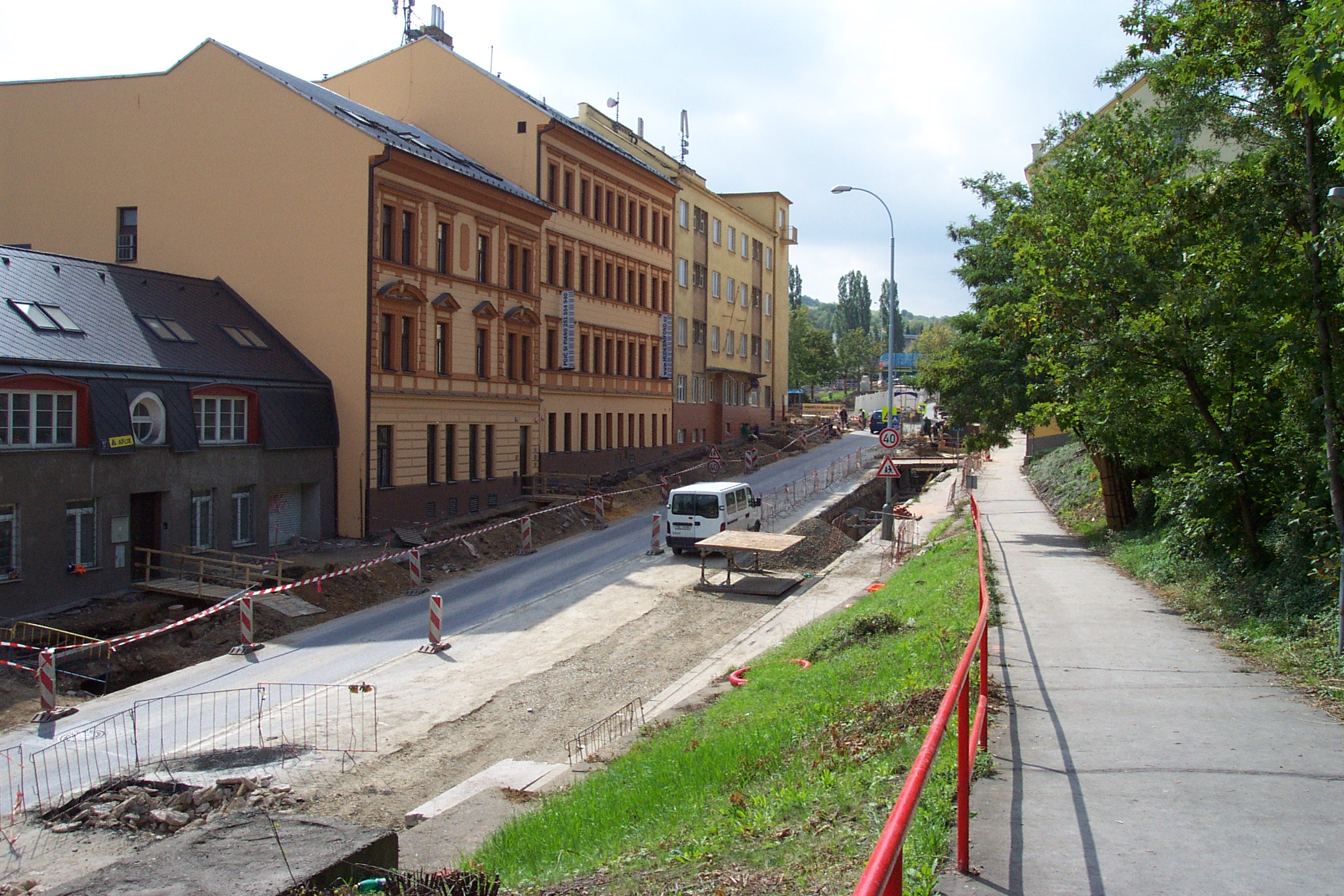
Pohled ze stejného místa směrem k Radlické.
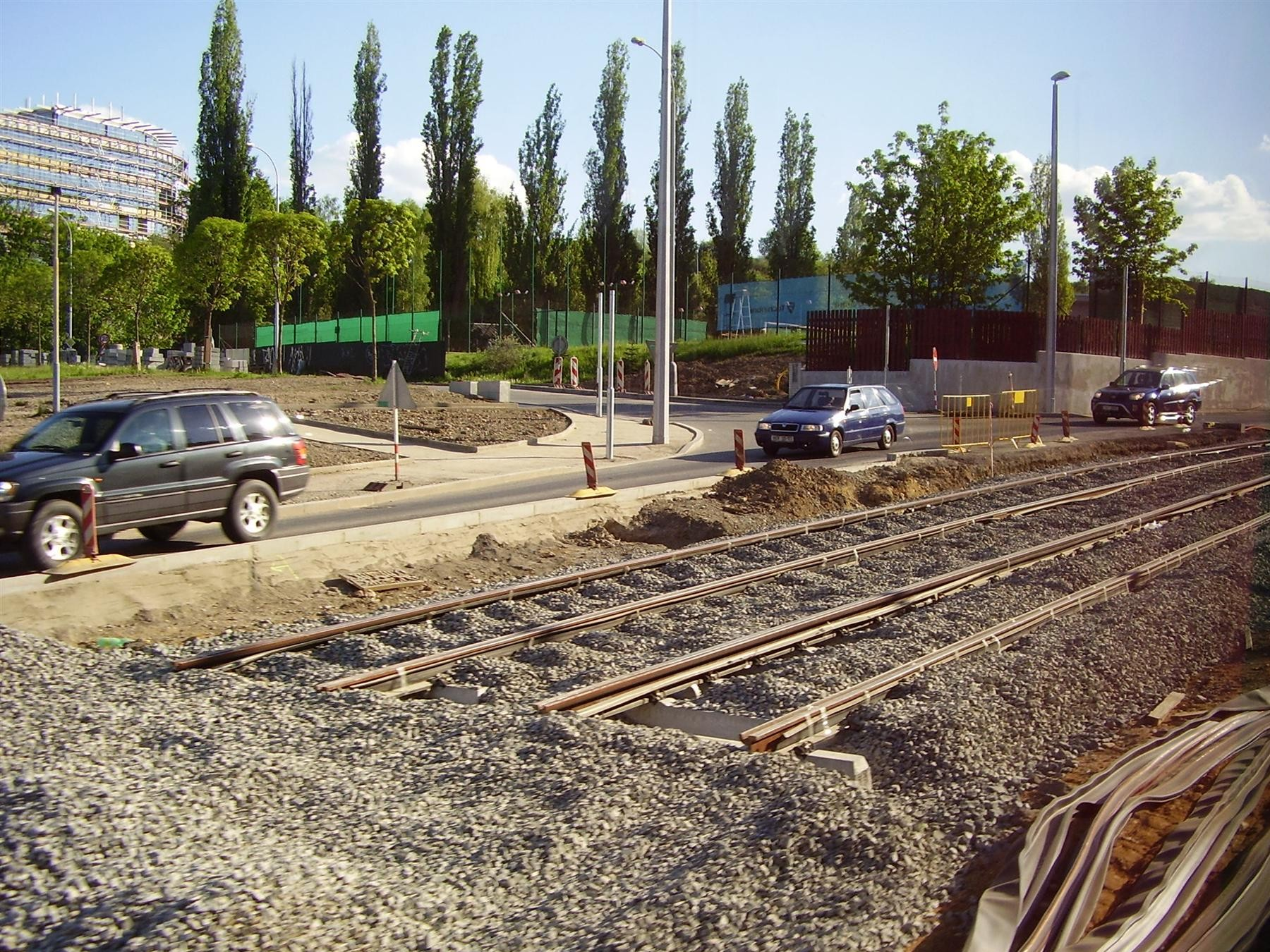
V květnu 2008 jsou již na křižovatce s Pechlátovou ulicí položeny koleje. Pohled od budoucí zastávky Škola Radlice k Radlické.

## Nový úsek Laurová – Radlická
Poprvé se o opětovném prodloužení uvažovalo již v roce 1994, tehdy se zvažovalo několik variant vedení. Ještě v první polovině prvého desetiletí 21. století se objevila různá data výstavby a zprovoznění, nakonec však bylo vše odsunuto do poloviny druhé. Důvody pro vybudování trati byly dva: nevyhovující ukončení trati na Laurové vratným trojúhelníkem (po zrušení tohoto zůstal v provozu již jen jediný na Zvonařce – dnes využívaný retrolinkou 23) a požadavek Prahy 5 zavést tramvajovou trať k nové ústředí ČSOB u stanice metra Radlická, která tak očekává další rozvoj této oblasti.
Výstavba prodloužení od dosavadní konečné Laurová v Radlické ulici ke stanici metra Radlická byla zahájena 15. srpna 2007 při zachování provozu na stávajícím úseku; započala výstavba měnírny a přeložky inženýrských sítí. Následně proběhla rekonstrukce původní trati v úseku od zastávky Křížová a rekonstrukce kanalizace a vodovodů.
Hlavním projektantem byl Metroprojekt Praha, dodavatelem Stavby silnic a železnic. Výstavba si vyžádala náklady ve výši 510 milionů Kč. 3. října 2008 byl nový úsek slavnostně otevřen a od 4. října 2008 na něm byl zahájen pravidelný provoz, a to nově linky 7. Od března 2017 zde končí ve špičkách pracovních dnů i linka 21.
Trať je dvojkolejná, dlouhá 1059 m (tento údaj se pravděpodobně týká úseku od křižovatky Křížová, jiný zdroj uvádí délku nové trati 741 metrů[zdroj?]), ukončená dvojkolejnou smyčkou. Na rekonstruované původní části trati přibyla zastávka Braunova, zastávka Laurová byla přemístěna z původní polohy na novou část trati, na novém úseku jsou dále zastávky Škola Radlice a Radlická – všechny zastávky jsou umístěny obousměrně.

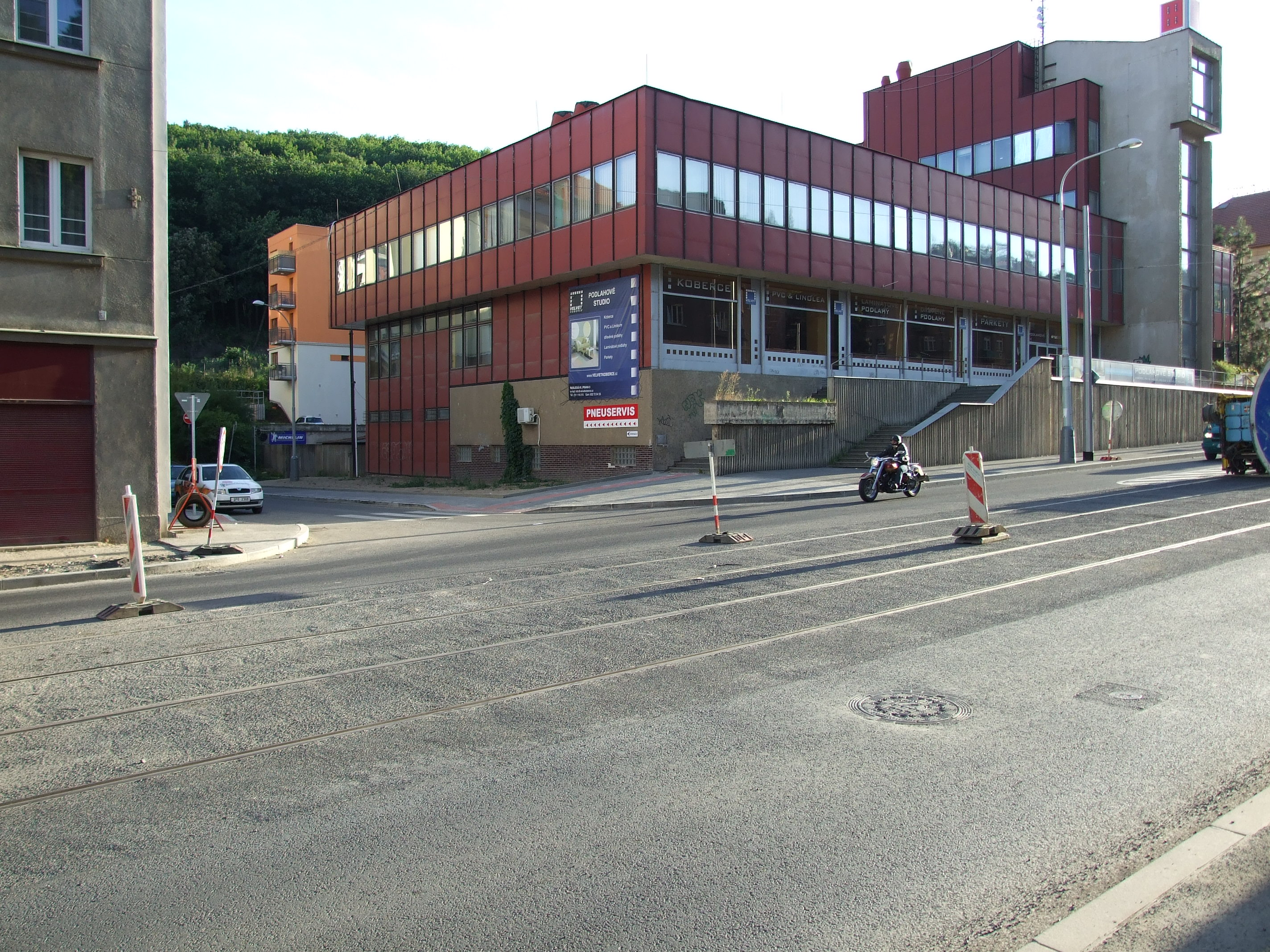
Prostor bývalého vratného trojúhelníku Laurová.
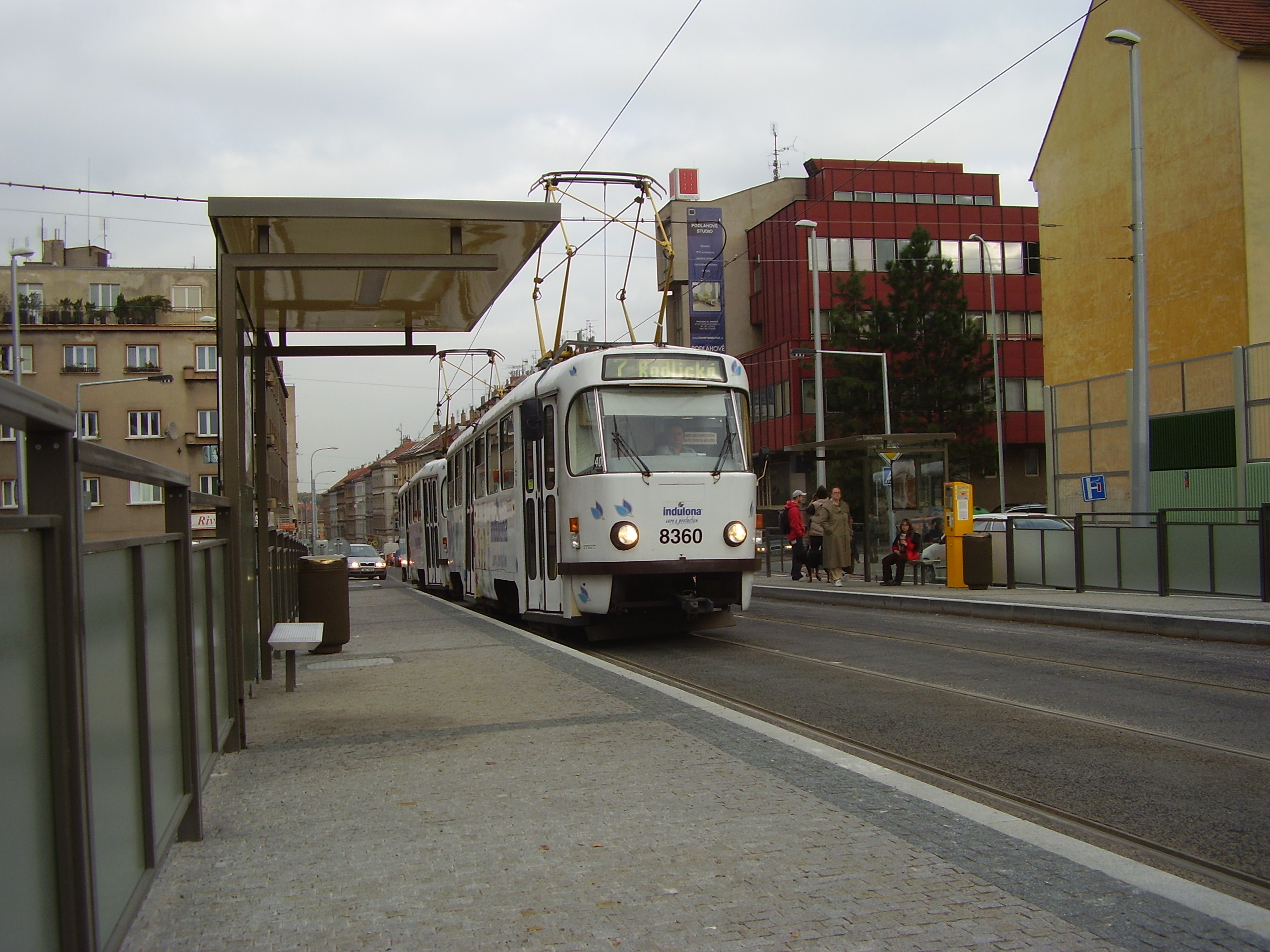
Přesunutá zastávka Laurová po prodloužení trati již není hlavová ale nácestní. Pohled k centru.
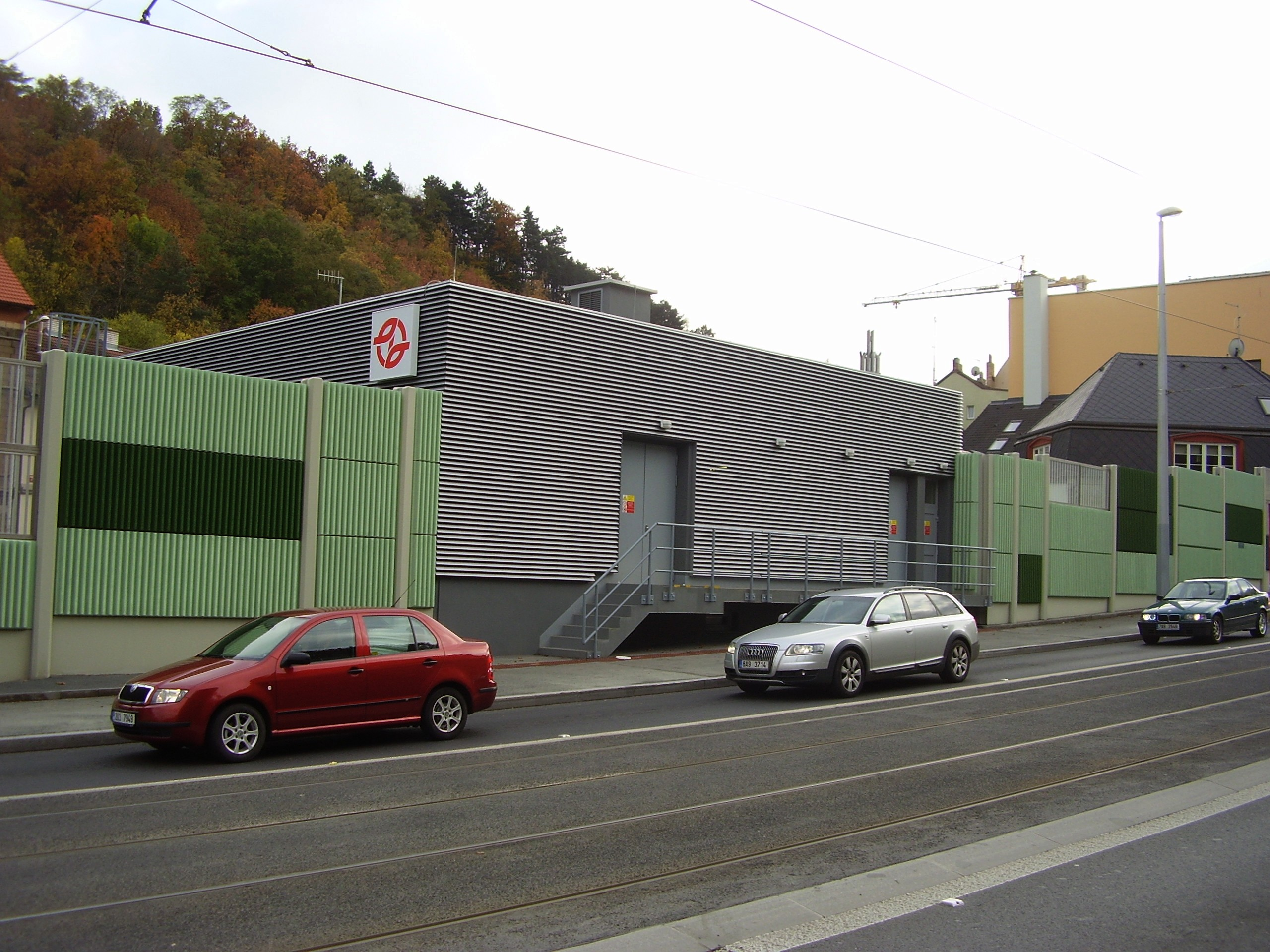
Nově vybudovaná měnírna mezi zastávkami Laurová a Škola Radlice.
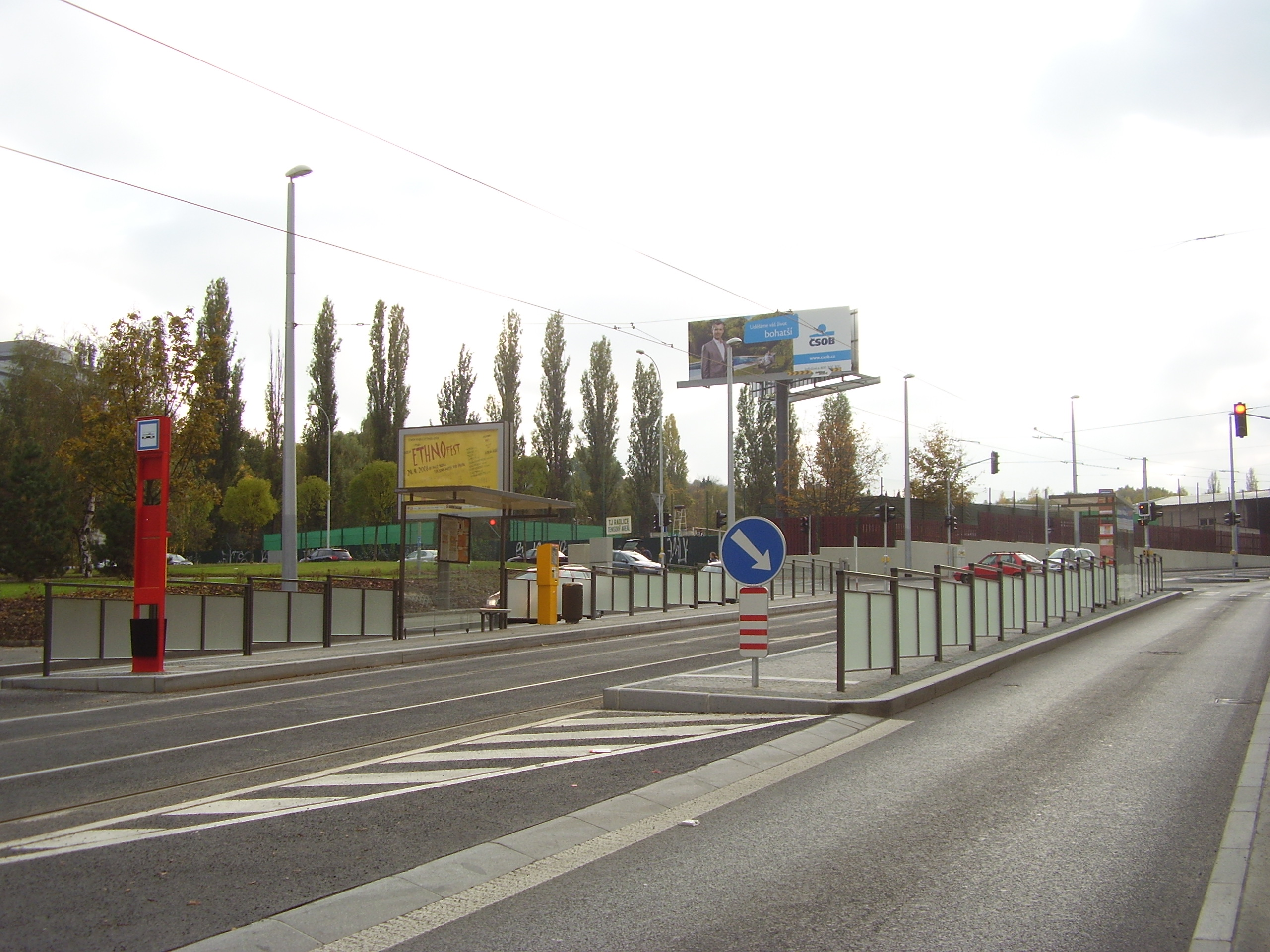
Zastávka Škola Radlice směrem k Radlické.
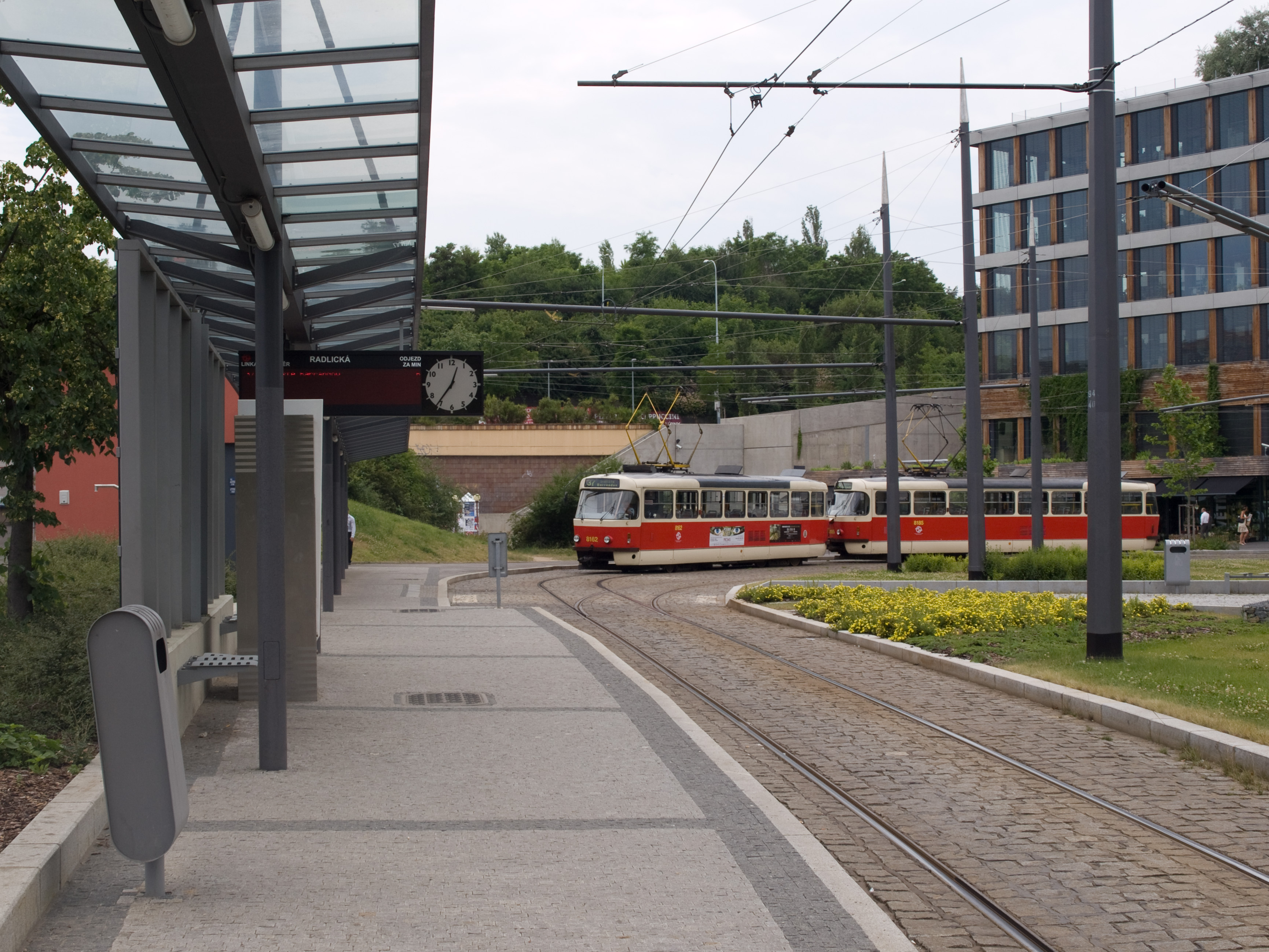
Smyčka Radlická s budovou sídla ČSOB v pozadí.